# بوب فيليبس
بوب فيليبس (بالإنجليزية: Bob Phillips)‏ هو صحفي أمريكي، ولد في 23 يونيو 1951 في دالاس في الولايات المتحدة.